# Ядрена енергетика
 Тази статия е за използването на ядрена енергия в енергетиката.  За физическото значение  вижте Ядрена енергия.  
Ядрената енергетика е клон на енергетиката, обхващащ генерирането на електрическа и топлинна енергия от ядрени реактори. През 2012 г. 11% от електричеството в света е произведено в атомни електроцентрали.

Първите ядрени реактори са построени през 1940-те години. В началото на 1950-те този вид енергетика навлиза в разцвет заради икономическия и военно-технологичен подем след края на Втората световна война. До средата на 1980-те са построени стотици ядрени реактори в десетки държави по света, а към 2012 година десетки са в процес на изграждане. Най-големите производители на енергия от АЕЦ в световен мащаб са САЩ, Франция, Южна Корея, Великобритания, Русия, Канада и Китай. Някои държави планират изграждането на нови мощности, докато други големи производители планират закриване на мощности, а някои смятат да закрият всичките си АЕЦ като Германия (до 2022 г.)
, Белгия (до 2025 г.) , Швейцария (до 2034 г.) . Други, по-малки производители също изграждат нови реактори – Финландия изгражда OLKILUOTO-3 от 2005 г.  а Аржентина изгражда ATUCHA-2 от 1981 г. 
Споровете около развитието ядрената енергетика са свързани главно с повишаващата се цена на АЕЦ, безопасността им и радиоактивните отпадъци. Дебатите за безопасността възникават след три значими аварии в атомни електрически централи (АЕЦ) – в Трий Майл Айлънд (САЩ) през 1979, в Чернобил (СССР) през 1986 и във Фукушима I (Япония) през 2011. Значителното радиоактивно замърсяване, съпътствало тези аварии, довежда до евакуации, повишаване заболеваемостта от рак и икономически проблеми заради изплащането на обезщетения и разчистване на замърсените райони. Поддръжниците на ядрената енергетика изтъкват липсата на отрицателно влияние върху климата, ниската консумация на гориво и високата производителност на процеса като основни предимства.

## История

### Създаване
През 1911 година Ърнест Ръдърфорд разработва теоретичен модел на атома, според който атомите се състоят от положително заредено ядро от протони (по това време неутроните все още не са открити), около които обикалят отрицателно заредени електрони. Редица физици, между които Нилс Бор, Анри Бекерел и Мария Кюри, впоследствие стигат до извода, че атомното ядро може да бъде разцепено въпреки мощните ядрени сили, които го поддържат цяло. През 1932 Джеймс Чадуик открива неутрона. Две години по-късно групата на Енрико Ферми в Рим провежда експерименти по бомбардиране на уранови ядра с неутрони.
Първият успешен експеримент за изкуствено предизвикано ядрено делене е проведен през 1938 година в Берлин от немските физици Ото Хан и Фриц Щрасман. Експериментът се потвърждава от австрийските физици Лиза Майтнер и Ото Фриш в Швеция.
Първият ядрен реактор, Chicago Pile-1, част от американския проект „Манхатън“ достига критичната точка на 2 декември 1942 година. За пръв път електричество е генерирано на 20 декември 1951 година в американската експериментална станция EBR-I близо до Аркоу. Реакторът има начален капацитет от 100 kW и по-късно в него става първата авария с частично разтапяне на горивото.
През 1952, проучването направено от Комисията Палей (Paley Commission) (Президентска комисия за материалите) за президента Хари Труман дава „относително песимистична“ оценка на атомната енергия, и препоръчва „проучванията в целия спектър на слънчевата енергетика“. През декември 1953 в своето обръщение президентът Дуайт Айзенхауер, „Мирният атом“ (Atoms for Peace), постави началото на правителствената подкрепа в САЩ за използване на атомната енергия.
През 1954, Леви Щраус(Lewis Strauss), тогава председател на Комисията по атомна енергия на САЩ(United States Atomic Energy Commission) (предтеча на Комисия по атомна енергия-САЩ/Nuclear Regulatory Commission/) говори за електричество прекалено евтино, за да се мери („too cheap to meter.“). Докато всички мислят, че визира атомната енергия, той най-вероятно е имал предвид водороден синтез, а не делене на уран. Всъщност, консенсусът в правителството и бизнеса е, че атомната енергия (получена чрез делене) може евентуално да бъде конкурентоспособна спрямо конвенционалните източници на енергия.
На 27 юни 1954, първата в света атомна електроцентрала, свързана към националната електропреносна мрежа започва да работи в Обнинск, СССР. Реакторът произвежда 5 мегавата електричество, достатъчно за 2000 домакинства.
През 1955 Първата Женевска конференция на Обединените нации става най-голямото дотогава събиране на научни работници и инженери за дискутиране на технологията. През 1957 от Европейска икономическа общност (понастоящем Европейски съюз) е създадена организацията Евроатом. През същата година се създава и Международна Агенция по Атомна Енергия (МААЕ).
Първата комерсиална атомна електроцентрала е „Calder Hall“ в Селафийлд (Sellafield), Англия, която е открита през 1956 с начален капацитет от 50 МВ (след това 200 МВ). Реакторът Shippingport (Пенсилвания – 1957) е първата атомна централа в САЩ.
Една от първите организации, разработващи атомна енергия е Флотът на САЩ, където тя се използва за задвижване на подводници и самолетоносачи. Техните системи са много сигурни, благодарение на адмирал Хайман Риковер (Hyman G. Rickover), водеща фигура в разработките. Флотът на САЩ използва най-много ядрени реактори, повече дори и от Руския флот, без публично известни инциденти. Първата атомно задвижвана подводница, „Наутилус“ (SSN-571), е пусната в експлоатация през 1955. Две подводници „Скорпиън“ и „Трешър“, са потънали, но не поради инциденти с техните реактори, а останките им са на такива места, че рискът от замърсяване се счита за нисък.
Енрико Ферми и Лео Силард получават патент за ядрен реактор през 1955.

### Разработване
Нефтената криза от 1973 г. дава тласък за строеж на атомни електроцентрали по целия свят. Нефтеното ембарго води до глобална икономическа рецесия, висока инфлация и стремеж за пестене на енергия. Това доведе до намаляване на търсенето на електроенергия и оттук нуждата от нови енергийни източници намалява, а финансирането на големи проекти става по-трудно. Като резултат в САЩ са отменени много поръчки за ядрени реактори. Дори и при това положение централите, чийто строеж вече е започнат, изместват нефта като суровина за добив на електричество. Докато през 1973 ТЕЦ-овете генерират 17% от електричеството в САЩ, днес, нефтът като суровина генерира само малка част от електроенергията (с изключение на Хавай), докато делът на атомната енергия достига 20%. Нефтената криза принуждава и други страни, като Франция и Япония, дотогава разчитащи на нефт за генериране на електроенергия, да инвестират в атомната енергия. Днес атомната енергия дава съответно 80% и 30% от електричеството в тези страни.
Първоначално инсталираният капацитет расте относително бързо, от по-малко от 1 гигават (GW) през 1960 до 100 ГВ в края на 70-те и 300 GW в края на 80-те. След това растежа не е толкова драстичен достигайки 366 GWпрез 2005, най-вече заради увеличеното използване на атомна енергия от Китай. Между 1970 и 1990, 50 GW са в процес на конструкция (с максимум от 150 GW в края на 70-те и началото на 80-те) – през 2005, 25 GW са планирани. Повече от 2/3 от поръчките за атомни централи направени в 70-те са отменени.
През 70-те и 80-те години на 20 век нарастващата икономическа стойност (свързана с повишеното време за построяване, най-вече заради законови промени и спорове) и намаляващата стойност на изкопаемите горива намалява значимостта на атомните централи в строеж. През 80-те (в САЩ) и 90-те (в Европа), линейното повишаване на потреблението и приватизацията на електроразпределението също допринася за намаляване на нуждата от нови мощности.
В края на 20 век се създава негативно отношение към атомната енергия, най-вече поради нарастващия страх от възможен ядрен инцидент и радиоактивно замърсяване, а също и транспорта и съхранението на атомни отпадъци. Инцидентите през 1979 в „Three Mile Island“ и през 1986 – Чернобилска авария имат роля в спирането на изграждането на нови мощности в много страни. Но в САЩ това се случва още преди инцидента в „Three Mile Island“, след нефтената криза през 1973 – най-вече поради икономически причини, а не поради страх от аварии.

### Бъдещето
Бъдещето на ядрената енергетика е обект от отдавна на много дълги спорове и дискусии.
Според World Nuclear Association – WNA, ядрената енергетика се развива силно – САЩ, Бразилия, Аржентина, Южна Корея, Китай, Индия, Русия, Канада, Пакистан, Франция и Финландия строят нови електроцентрали, а Великобритания, Южна Африка, Полша, Румъния, Турция и ОАЕ планират строителството на нови мощности.
| Произвеждат от реактори и строят нови АЕЦ Произвеждат от реактори и планират нови АЕЦ Нямат АЕЦ, строят нови Нямат АЕЦ, планират нови | Произвеждат от реактори, няма планове за нови или спиране Произвеждат от реактори, планира се спирането им Ядрената енергетика е забранена Нямат АЕЦ |

.
Строителството на реакторите във Франция закъснява и оскъпяването им достига вече до 3 пъти.
Във WNA виждат бъдещето по-оптимистично и от настоящето. На базата на разговори с експерти от различни страни те са разработили дългосрочна прогноза, според която мощностите на АЕЦ в света от 367 GW в най-лошия случай ще се удвоят през 2030 г. до 602 GW а в най-добрия ще достигнат до 1350 GW.

## Приложение
През 2004, атомната енергетика осигурява 6,5% от енергията и 15,7% от електричеството в света. САЩ, Франция, и Япония заедно произвеждат 57% от това електричество. Към 2007 година, според МААЕ, има 435 действащи ядрени реактори в 31 страни по света. САЩ произвежда най-много с 20% от електричеството, докато Франция има най-голямо процентно съотношение за електричество произведено от атомна енергия – 80% по данни от 2006 г. В Европейския съюз като цяло, 30% от електричеството се произвеждат от атомна енергия. Позицията на различните страни се различава, като например в Австрия и Ирландия няма атомни електроцентрали, докато Франция има много – 16. България има една действаща – АЕЦ Козлодуй и един спрян проект АЕЦ Белене.
Много военни и някои цивилни кораби (например някои ледоразбивачи) използват ядрено задвижване.
На международно ниво се работи върху подобряване на безопасността. Например пасивна безопасност използване на термоядрена реакция и допълнително използване на произведената топлина – за производство на водород (за развиване на водородна икономика), за обезсоляване на солена вода или за централно отопление.

## Безопасност
В историята на ядрената енергетика са се случвали и сериозни инциденти. Най-големите аварии в АЕЦ се случват в Чернобил, Фукушима и Три Майл Айлънд. Други инциденти включват аварии в реакторите на съветските ядрени подводници К-19, К-27 и К-431, и разпадане на атомната батерия на спътник NAVSAT при навлизане в атмосферата през 1960-те години. Продължава разработването на технологии за т.нар. „пасивна сигурност“ и на методи за ядрен синтез.
Ядрената енергетика е предизвикала значително по-малко смъртни случаи при аварии от всички останали мащабни източници на електроенергия. Производството от въглища, природен газ и водноелектрически централи са причинили много повече смъртни случаи. Ядрената енергетика обаче е на първо място по предизвикани финансови щети – около 41% от стойността на всички нанесени материални щети е от ядрени аварии.

## Сравнение с възобновяемите източници на енергия
Ядрената енергетика може да се разгледа като възобновяем източник на енергия поради липсата на емисии на парникови газове при производството на електроенергия. Основната инвестиция при реакторите и ветрогенераторите е тази за построяването им. За 2008 година разходите по поддръжка (на единица произведена енергия) за ядрените електроцентрали са малко по-високи от тези за вятърните централи според Администрацията по информация за енергетиката (АИЕ) на САЩ, и значително по-ниски според банковата група Лазард.
Експлоатационният цикъл на АЕЦ е около 40 години, докато този на ветропарковете е около 25 години. Ветрогенераторите обаче могат лесно да се подменят с нови, докато ядреният реактор трябва да бъде спрян при изтичане на неговия експлоатационен ресурс. Атомните електроцентрали се нуждаят също и от хранилища за отработеното гориво, а част от компонентите им трябва да се складират като радиоактивен отпадък.
Разходите по построяването на атомна електроцентрала се покачват в последните години, докато тези за изграждането на ветрогенератори и фотоволтаични паркове спадат. Прогнозите на АИЕ определят цената на електричеството от фотоволтаици за 2016 година да е двойно по-висока от тази от АЕЦ, а на това от ветрогенераторите – малко по-ниска от нея. Ветрогенераторите и фотоволтаиците обаче са непостоянни източници, които в продължение на дни може да не генерират никакво електричество. Освен това тези два източника нямат големи мощности – най-големият слънчев парк в света (Чаранка, Индия) е с мощност от 214 MW. Най-големият ветрогенераторен парк се намира в Гансу (КНР) и има инсталирана мощност от 5160 MW, но генерира само 1150 MW. За сравнение, най-голямата АЕЦ в света – Брус в Канада – постоянно произвежда до 6232 MW електроенергия.
Средното оползотворяване на капацитета за всички ядрени реактори в САЩ е 89% за 2011 година. Във Великобритания, за периода 2007 – 2011, ядрените реактори оползотворяват 61% от капацитета си, сравнено с 42,2% за ТЕЦ и 27,1% за ветроенергийните централи.

## Икономически аспекти
След аварията във Фукушима през 2011 г. ядрената енергетика е изправена пред сериозни финансови затруднения.
Старите реактори в повечето случаи нямат проблем да продават електроенергията си на печалба. През 1985 г., когато в света са присъединявани по 33 реактора на година (8 – 10 пъти повече от днес) себестойността на тока е под $30 за МВч. Ядрените централи обикновено продават ток на борсите с дългосрочни договори за 10 и 20 години напред, при пазарни цени от $15 – 20 за МВч за нощен ток и $60 – 80 за МВч за дневен. . В България през 2013 г. АЕЦ Козлодуй продава при износ ток на свободно договорена цена и на НЕК на регулирана цена 42.30 лв./Мвч . Тази цена обаче не включва капиталовите разходи, които за АЕЦ са около 60 – 70% , не включва закриването на блоковете и застраховката срещу голяма авария. Дори и при тези условия Козлодуй покрива загубите чрез износа си.
След аварията във Фукушима бяха въведени много по-строги изисквания за сигурност и на много реактори се наложи да направят големи непредвидени инвестиции. Неподвижните части на един реактор имат живот над 60 години, но всички движещи се части и тръби трябва да се обновяват редовно и да са в изрядно състояние, което изисква също много средства. В САЩ, където цената на природния газ падна непредвидено към 5 – 6 пъти, те бяха подложени на допълнителен силен натиск и само за първите 6 месеца на 2013 г. четири от всичките 104 реактора бяха закрити, въпреки че имаха лиценз за работа още дълги години. 
По данни от 2012 г., реакторът във Франция Flamanville 3 ще струва минимум 5151 EUR/kW и цената на тока му най-вероятно ще достигне 100 EUR/MWh
. Към 2013 г. във Франция се присъединяват фотоволтаици с дългосрочни договори при цена на „скъп“ ток от 84 EUR/MWh .

## Проблеми

### Изтегляне от употреба
Поддръжката на ядрените реактори и съпътстващите ги инсталации продължава дълго след като те са спрели да произвеждат електроенергия. Реакторите и станциите за обогатяване на уран (ако са налични) трябва да бъдат разглобени и обработени така, че помещенията и оборудването да са безопасни. След известен период на охлаждане (който при някои типове реактори може да продължи десетилетия), реакторите се разглобяват, нарязват и преработват. Този процес е много скъп, времеемък, крие рискове за служителите и околната среда, и увеличава риска от инцидент или саботаж.
Енергията, необходима за разглобяване, може да достигне 50% от вложената за построяване. Обикновено стойността на процеса е между $300 милиона и $5,6 милиарда. Най-скъп е процесът на разглобяване и разчистване при АЕЦ, претърпели аварии. В САЩ са спрени и изтеглени от употреба общо 13 реактора, но нито един от тях не е напълно демонтиран и преработен.

### Промени в климата
Промените в световния климат, предизвикващи екстремни явления, могат да силно да засегнат работата на атомните електроцентрали.  Морската вода има корозивен характер и не може да се използва в реакторите, затова намаляващите запаси от прясна вода могат да се превърнат в проблем за ядрената енергетика. През 2003 и 2006 г. Франция е засегната от гореща вълна, което налага изключването на някои ядрени реактори. През 2009 г. подобна ситуация предизвиква недостиг от 8 GW във френската енергийна мрежа и правителството взима решение временно да внася ток, докато спаднат високите температури.

## Ефект върху околната среда
Анализите на емисии на въглероден диоксид (CO2) при производството на електроенергия от ядрени реактори показват, че ядрената енергетика е сравнима с възобновяемите източници на енергия в това отношение. Отделянето на парникови газове е в пъти по-високо при енергията, произвеждана от полезни изкопаеми (въглища, газ, нефт). При ядрената енергия обаче остават радиоактивни отпадъци.
Според Научната комисия по ефектите на атомната радиация към ООН (UNSCEAR), работата на атомни електроцентрали, включително операциите около горивния цикъл, отделят в околната среда радиоизотопи с облъчваща стойност от 0,0002 mSv (милисиверта) на година, в световен мащаб. За сравнение, естественият световен радиационен фон възлиза на 2,4 mSv годишно, в зависимост от местоположението може да варира от 1 mSv до 13 mSv годишно.. Остатъчната радиация от най-тежкия ядрен инцидент – този в Чернобил – към 2008 година възлиза на 0,002 mSv годишно в световен мащаб, като в годината на аварията (1986) е била 0,04 mSv на човек годишно за цялото Северно полукълбо, и много по-висока сред ликвидаторите и райони в непосредствена близост до аварията.